# Aslak Jacobsen Hætta
Aslak Jacobsen Hætta (født 24. januar 1824, henrettet 14. oktober 1854) var en af oprørslederne for det samiske Kautokeinoopprør i november 1852. Under optøjerne blev handelsmanden Carl Johan Ruth og lensmanden Lars Johan Bucht dræbt og sognepræst Fredrik Waldemar Hvoslef pisket.
Han var gift med Marith Persdatter Kurak og de havde 2 børn.
Hætta blev dømt til døden for mord på Carl Johan Ruth og henrettet ved halshugning, 30 år gammel.